# Taylour Paige
Taylour Paige, född 5 oktober 1990 i Santa Monica, Kalifornien, är en amerikansk skådespelare.
Paige har bland annat medverkat i filmerna Snuten i Hollywood: Axel F och Zola.

## Filmografi (i urval)
- 2020 – Zola
- 2024 – Snuten i Hollywood: Axel F
- 2024 – Brothers
- 2025 – It – Welcome to Derry (TV-serie)